# Библиотека католического университета Айхштетт — Ингольштадт
Библиотека католического университета Айхштетт — Ингольштадт (нем. Universitätsbibliothek Eichstätt-Ingolstadt) — публичная научная библиотека, являющаяся частью Католического университета Айхштетт — Ингольштадт, расположенного в Баварии; обладает фондом в 2,0 миллиона носителей информации и является одной из крупнейших библиотек региона; входит в состав Баварской библиотечной ассоциации (BVB). Библиотека духовной семинарии Айхштетта была основана в 1710 году; в 1982 году Государственная библиотека, библиотека семинарии и другие библиотеки города были переданы библиотеке университета Айхштетт — Ингольштадт. Центральное здание библиотеки было перестроено в период с 1984 по 1987 год под руководством архитектора Гюнтера Бениша из бюро «Behnisch & Partner».

## История
Библиотека католического университета Айхштетт — Ингольштадт ведёт свою историю от библиотеки духовной семинарии Айхштетта, которая была основана в 1710 году. В 1806 году государственная библиотека Айхштетта переняла книжные фонды учреждений из Айхштетского княжества-епископства. Уже в XX веке, в 1982 году, фонды государственной библиотеки, библиотеки семинарии и других местных библиотек были собраны в библиотеке университета Айхштетт — Ингольштадт.
Центральная библиотечное здание было перестроено в период с 1984 по 1987 год: работы проводились под руководством архитектора Гюнтера Бениша из бюро «Behnisch & Partner». В новом здании со стальным каркасом разместился центральный офис университетской библиотеки, а также — административные помещения, помещения для семинаров, лингвистический отдел, фотолаборатория и часть архива. В 1988 году в Ингольштадте, в здании бывшей семинарии миссионеров-вербистов, был основан филиал библиотеки, специализирующийся на экономической литературе: он открылся в 1988/1989 учебном году вместе с новым факультетом бизнеса и экономики.

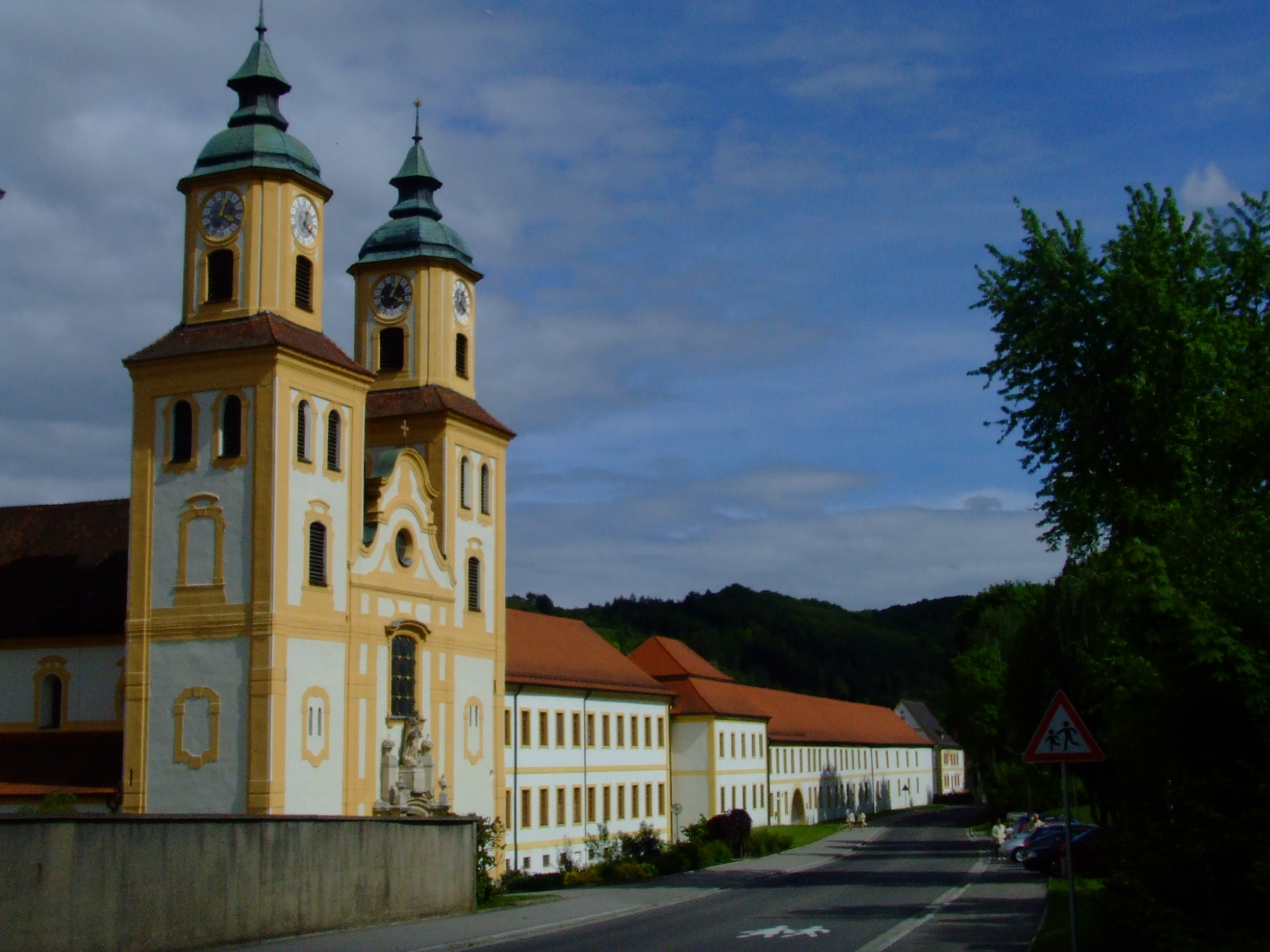
Бывшая монастырская церковь в Ребдорфе (2006)

Из-за нехватки места в самом Айхштетте, в 2012 году в монастыре Ребдорф было построено новое подземное хранилище, способное вместить миллион книг. Помимо фондов из упраздненных монастырских библиотек, в новый архив были переданы тома журналов, вышедших более 15 лет назад, и наименее используемые фонды из всех библиотек Айхштетта. Новое здание имеет длину в 130 метров и ширину в 22 метра; оно оборудовано современной стеллажной системой компактного хранения с электронным управлением.
Фонды библиотеки включают в себя около 2 миллионов книг и около 3 500 журналов и газет. В центральном филиале собраны работы по истории, лингвистике и литературоведению, классической филологии, истории искусства, классической археологии, германистики, славистики и политологии. В первом филиале «Ульмер Хоф» собраны работы по теологии, философии и музыковедению, а во второй филиальной библиотеке «Аула» хранятся произведения по географии, журналистике, математике, информатике, естественным наукам, медицине, педагогике, психологии и социологии. В третьем филиале «Хофгартен» находится исторический отдел с 6144 рукописями, включая около 450 средневековых образцов, и графической коллекцией.